# Польское общество микробиологов
Польское общество микробиологов (пол. Polskie Towarzystwo Mikrobiologów) — польское научное общество, основанное в 1927 году в Варшаве как «Польское общество микробиологов и эпидемиологов». Действующее в настоящее время название Общества было принято в 1951 году.
Согласно Уставу, целью Общества является содействие развитию микробиологических наук и популяризация достижений микробиологии среди членов Общества и широкой общественности. Для достижения своих целей Общество организует научные конференции, симпозиумы, публичные чтения, лекции, выставки и конкурсы; издает научные журналы, книги и другие публикации в области микробиологии; представляет коллективные интересы своих членов в государственных органах; сотрудничает с родственными ассоциациями в стране и за рубежом.
В состав Общества входят 14 территориальных филиалов и 10 научных секций.
Общество активно сотрудничает с международными научными организациями, является членом Federation of European Microbiological Societies (с 1974 г.), European Society of Clinical Microbiology and Infectious Diseases (с 2005 г.), а также International Union of Microbiological Societies (с 1927 г.).
Общество издаёт научные журналы Polish Journal of Microbiology (с 1952 г.) и Postępy Mikrobiologii (с 1961 г.).
Обществом учреждена премия имени профессора Эдмунда Микулашка. Премия вручается каждые два года за опубликованные экспериментальные работы в области микробиологии, выполненные молодыми исследователями (до 35 лет), являющимися членами Общества.
Председателем Общества является доктор наук, профессор Stefan Tyski.
Актуальная информация о деятельности Общества публикуется на сайте www.microbiology.pl.